# Пасицелы (Балтский район)

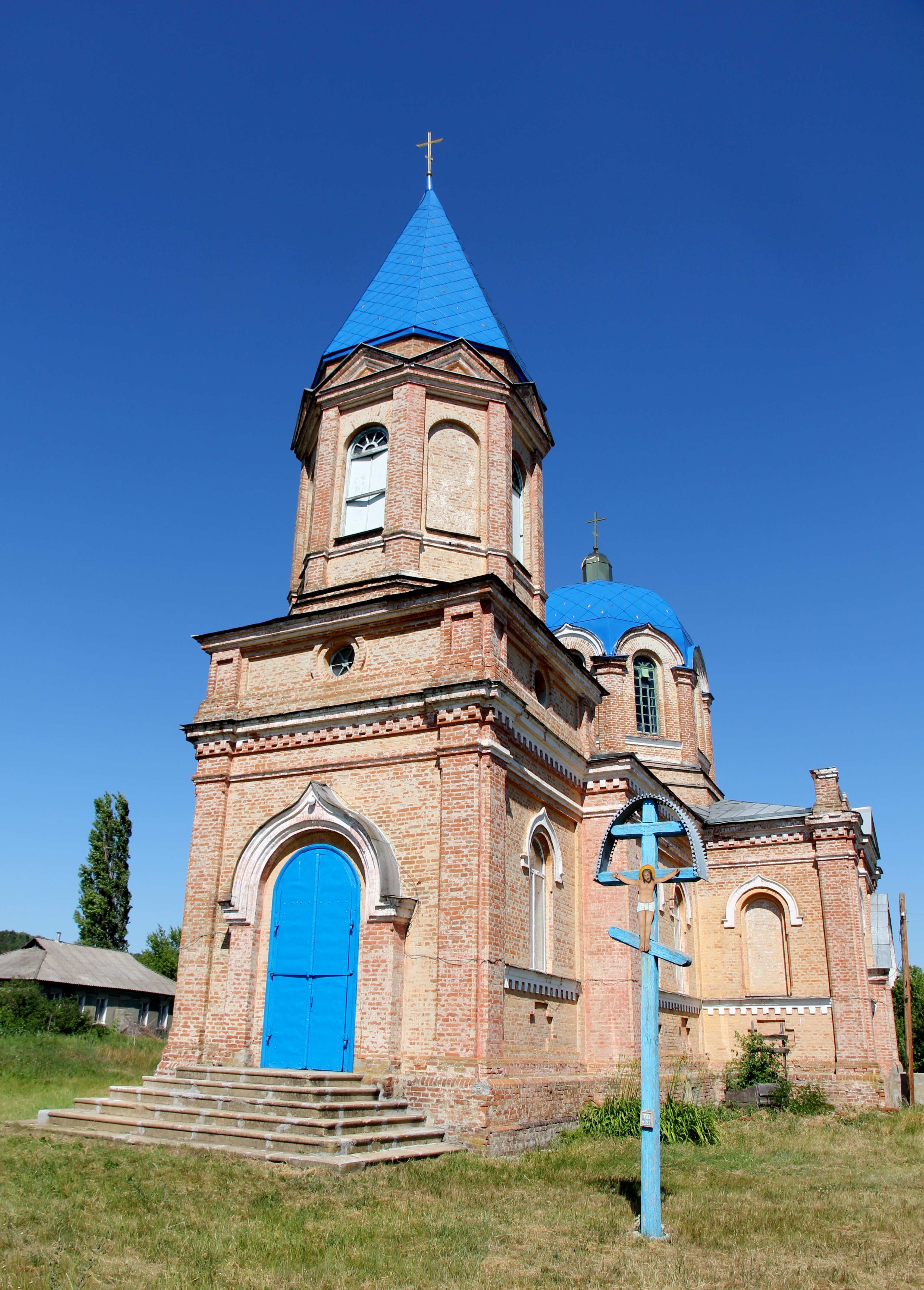
Храм в честь Казанской иконы Пресвятой Богородицы

Пасице́лы (укр. Пасице́ли) — село в Балтском районе, Одесской области, центр сельского совета.
Расположено в долине реки Тилигул, в 12 км от районного центра Балта и в 5 км от одноимённой железнодорожной станции. Население — 1360 человек.
В прошлом веке на территории села размещалась центральная усадьба колхоза «Шлях до комунізму». В настоящее время в селе действуют две школы — средняя и восьмилетняя, дом культуры и клуб, две библиотеки, участковая больница на 25 коек, фельдшерско-акушерский пункт, два детских сада, 12 магазинов, 2 столовые, столько же отделений связи и сберегательных касс.
Вблизи села обнаружены поселения трипольской культуры (III тысячелетие до н. э.), эпохи бронзы (II тысячелетие до н. э.) и Черняховской культуры (II—VI вв.).